# NGC 6849
NGC 6849 (другие обозначения — PGC 64097, ESO 339-32, MCG -7-41-7) — галактика в созвездии Стрелец.
Этот объект входит в число перечисленных в оригинальной редакции «Нового общего каталога».